# حيمورات
الحيمورات (الاسم العلمي: Rhodellaceae) هي فصيلة من النباتات الحمراء تتبع رتبة الحيموريات من طائفة الحيمورانية.

## التصنيف
- الحيمورة
  - حيمورة متشابكة
  - حيمورة بنفسجية